# Hampstead (Metropolitano de Londres)
Hampstead é uma estação do Metrô de Londres em Hampstead, Norte de Londres, Inglaterra. Fica no ramal Edgware da linha Northern, entre as estações Golders Green e Belsize Park. Estação subterrânea mais ao norte do ramal, fica no limite entre a Zona 2 e a Zona 3 do Travelcard.
Projetada pelo arquiteto Leslie Green, foi inaugurada em 22 de junho de 1907 pela Charing Cross, Euston & Hampstead Railway. Como fica no cruzamento da Heath Street com a Hampstead High Street, o nome Heath Street foi proposto antes da inauguração, e as placas originais de ladrilhos nas paredes da plataforma ainda dizem Heath Street. Como Hampstead fica em uma colina íngreme, as plataformas da estação são as mais profundas da rede do Metrô de Londres, com 58,5 metros (192 pé) abaixo do nível do solo; e possui o poço de elevador mais profundo do Metrô, com 55 metros (180 pé).
Ao norte, entre as estações Hampstead e Golders Green, fica a estação incompleta North End ou Bull & Bush. A estação Hampstead Heath do London Overground na linha North London fica a 10-15 minutos a pé a leste.

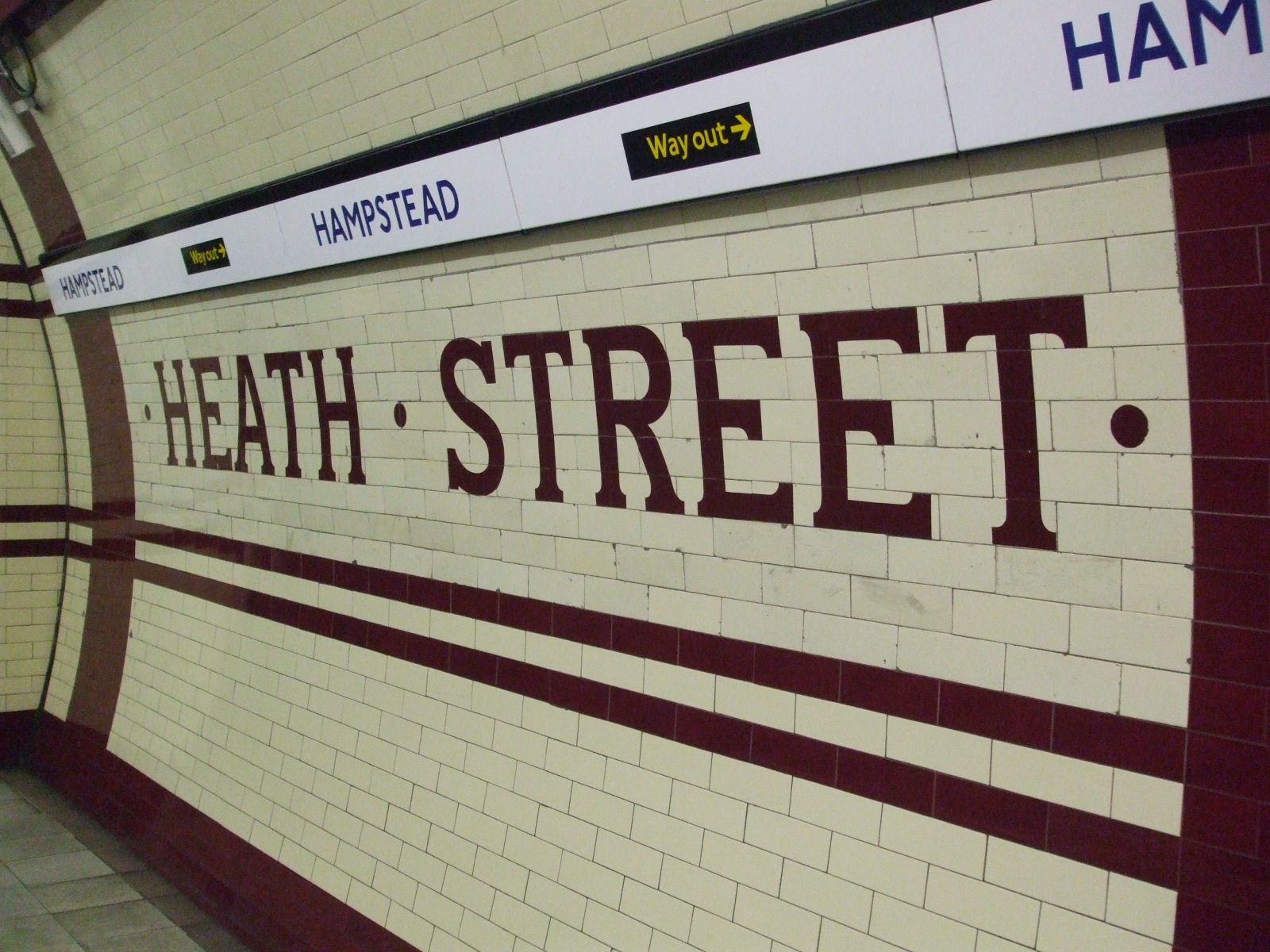
Ladrilhos na plataforma sul, mostrando o nome original proposto, "Heath Street"

## Conexões
As rotas dos ônibus de Londres 46 e 268, o serviço escolar 603 e o ônibus noturno N5 atendem a estação.